# طاووس (فیلم ۲۰۰۵)
«طاووس» (انگلیسی: Peacock (2005 film)) یک فیلم چینی است که در سال ۲۰۰۵ منتشر شد و در همان سال برنده جایزه خرس نقره‌ای (جایزه بزرگ هیئت داوران) فستیوال فیلم برلین گردید.